# Cacomixtler
Cacomixtler (Bassariscus) är ett släkte av särskilt ursprungliga halvbjörnar (Procyonidae). Fossil av dessa djur finns redan från miocen. De liknar mer viverrider än andra halvbjörnar. Släktet består av två arter.
- Kattfrett (Bassariscus astutus)
- Centralamerikansk cacomixtler (Bassariscus sumichrasti)

## Kännetecken
Dessa djur har stora öron och ögon, ansiktet pryds av ett svart-vitt mönster. Pälsen på den övriga kroppen är brunaktig till gråbrun på ovansidan och ljusare till vitaktig på undersidan. Påfallande är svansen med svart-ljusbruna ringar. Därför kallas cacomixtler på engelska för "ringtail" eller "ring-tailed cat". Det är svårt att skilja de två arterna åt. Den centralamerikanska arten är oftast mörkare och den nordamerikanska kan dra in klorna. Dessutom har Bassariscus sumichrasti lite spetsigare öron. Arten kattfrett når en kroppslängd mellan 31 och 42 centimeter, en svanslängd mellan 31 och 44 centimeter och en vikt mellan 0,8 och 1,3 kilogram. Centralamerikansk cacomixtler är med en kroppslängd av 38 till 47 centimeter och en svanslängd mellan 39 och 53 centimeter lite större. Ett exemplar vägde 900 gram.

## Utbredning och habitat
Kattfretten förekommer från sydvästra USA till norra Mexiko och den centralamerikanska cacomixtlern finns från södra Mexiko till Panama. Den förstnämnda arten har bland annat klippiga stäpper och buskskogar som habitat och den senare arten lever i tropisk regnskog.

### Levnadssätt
Cacomixtler är allätare. De livnär sig av djur från ekorrfamiljen, av andra gnagare, av fåglar och deras ägg samt av insekter. Dessutom äts bär och frukter samt andra växtdelar.
Med sina stora ögon är de typiska nattaktiva djur. De vilar i håligheter i träd eller kaktusväxter samt i bergssprickor. Ibland används ruiner eller vindsutrymmen som sovplatser. Dessa bon ligger vanligtvis 4 meter över marken. När cacomixtler sover lägger de svansen runt kroppen.
När honan inte är brunstig lever individerna ensamma. hanars och honors revir kan överlappa varandra. Reviranspråk visas med olika läten samt med urinmarkeringar vid revirets gränser.

## Fortplantning
Efter dräktigheten som varar i ungefär 52 dagar för Bassariscus astutus respektive 64 dagar för Bassariscus sumichrasti föder honan en (för Bassariscus astutus) respektive två till fyra ungar (för Bassariscus sumichrasti). Dessa är i början blinda och hjälplösa. Ungarna öppnar sina ögon efter cirka 34 dagar och de börjar med fast föda efter 6 till 7 veckor. Efter cirka åtta veckor kan de lämna boet för första gången. Tre månader efter födelsen slutar modern med digivning. Könsmognaden infaller efter ungefär 10 månader.
Djur i fångenskap har blivit upp till 23,5 år gamla. I naturen blir de vanligtvis tidigt offer för fiender som till exempel lodjur eller större ugglor.

## Cacomixtler och människor
Dessa djur användes av människan för jakt på gnagare. I viss mån hölls de även fångna för pälsens eller köttets skull (endast i Centralamerika).
Kattfrett ökade sitt utbredningsområde under 1900-talet och finns nu även i mellersta Kansas och Alabama. Arten är väl studerad och beståndet betraktas inte som hotat.
Centralamerikansk cacomixtler hotas däremot av skogsskövling. IUCN listar arten trots lokal beståndsminskning som livskraftig (LC).

## Etymologi
Det svenska namnet är ett lånord från det indianiska språket nahuatl där det ungefär betyder "halv puma". Namnet för den nordamerikanska arten, kattfrett, syftar på djurets utseende som liknar katter och på användningen för gnagarjakten, liksom frett. Som redan nämnds tidigare kallas de på engelska "ringtails". På grund av att dessa djur i USA blev använda för gnagarjakt i gruvor fick de även namnet "Miner's cat". Ytterligare ett engelskt namn, "Civet cat", syftar på en myskliknande vätska som djuret avsöndrar från sina analkörtlar. Med detta namn kan arten lätt förväxlas med sibetkatter som tillhör familjen viverrider.
Det vetenskapliga släktnamnet Bassariscus är bildat av det grekiska ordet för räv.